# 신입사원 (드라마)
《신입사원》은 2005년 3월 23일부터 2005년 5월 26일까지 방영된 MBC 수목 미니시리즈로, 강호가 전산 착오로 LK그룹에 수석으로 입사하게 되면서 벌어지는 일을 다루었다.

## 등장 인물

### 주요 인물
- 에릭 : 강호(29세) 역 - 첨성대학교 사회체육학과 졸업, 취업준비생
- 한가인 : 이미옥(25세) 역 - 경영지원본부 계약직 여직원
- 오지호 : 이봉삼(29세) 역 - 강호의 고등학교 친구
- 이소연 : 서현아(25세) 역 - LK그룹 계열사 사장의 딸

### 주변 인물
- 정진 : 주성태(29세) 역 - 강호의 고등학교 친구, 취업준비생
- 박칠용 : 강철(57세) 역 - 강호의 아버지
- 박혜숙 : 공혜자(53세) 역 - 강호의 어머니
- 서동원 : 강민(26세) 역 - 강호의 동생, 재수생
- 권기선 : 권 마담 역 - 술집 여비서 사장
- 정준하 : 준하(31세) 역 - 강호의 고등학교 친구, 삼수로 고등학교 진학
- 양희경 : 양 마담 역 - 권 마담과 동거인, 동업자
- 김영민 : 이일만(59세) 역 - 봉삼의 아버지

### 회사 사람들
- 김세준 : 문성호(41세) 역 - 경영지원본부 과장, 강호의 직속상관
- 이기영 : 구본철(41세) 역 - 경영지원본부 부장, 강호 부서의 부서장
- 김일우 : 송재희(42세) 역 - 경영지원본부 이사
- 이기열 : 김기열(52세) 역 - 경영지원본부 전무
- 이주희 : 나애리(33세) 역 - 경영지원본부 대리
- 김숙 : 김숙희(31세) 역 - 경영지원본부 계약직 직원
- 유다영 : 오영란(25세) 역 - 경영지원본부 계약직 직원

### 그 외 인물
- 권해효 면접관
- 장미인애
- 최민
- 승재
- 이승철
- 최종훈

## 수상 경력
- 2005년 MBC 연기대상 남자 신인상 에릭
- 2005년 MBC 연기대상 여자 우수상 한가인